# Julián de Lizardi
Julián de Lizardi (Asteasu, 30 de noviembre de 1696-Chuquisaca, 17 de mayo de 1735) fue un misionero jesuita español.

## Biografía
Natural de la localidad guipuzcoana de Asteasu, nació el 30 de noviembre de 1696. En 1717, fue uno de los misioneros que partieron del puerto de Cádiz con rumbo al Perú, Quito y Paraguay. Arribaron los barcos a Buenos Aires en julio del mismo año, y desde allí salió con sus condiscípulos a proseguir sus estudios en el colegio de Córdoba del Tucumán. Ordenado sacerdote en noviembre de 1721, se dedicó sobre todo a la conversión y enseñanza de los paganos.
A consecuencia de una orden superior, se vio obligado a retornar a Buenos Aires, y, una vez cumplida y ya cuando regresaba al Paraguay, naufragó durante la travesía toda la tripulación. Señala Francisco López Alén en unos retazos biográficos escritos en Iconografía biográfica de Guipúzcoa que «era tal el temor que tenía al más insignificante y leve pecado, y era tal el afán que sentía en servir al Cielo, que todos los días sufría penitencias y martirios», para las que usaba «disciplinas de alambre con el fin de que produjesen poco ruido». «Inventó además otros instrumentos de penitencia que causaban horror de sólo mirarlos», apostilla.
Todavía joven, en 1730 recibió de parte de la Compañía de Jesús el supremo grado de los cuatro votos y pasó a desempeñar una cátedra de filología en Buenos Aires. Siguió después con su propósito catequizador. El 16 de mayo de 1735, sin embargo, cuando se disponía a oficiar el sacrificio de la misa, indios chiriguanos atacaron la misión. A pesar de que un joven alertó del ataque, Lizardi no creyó la alerta fundada, sino falsa alarma, como ya había sucedido en ocasiones anteriores. Los rebeldes cargaron contra la iglesia, agarraron a Lizardi, le despojaron de sus ornamentos y los maltrataron. Fue asesinado el 17 de mayo. Según López Alén, «le sentaron sobre una piedra, en donde cruzado de brazos y con la mirada en el cielo, esperó inmóvil la lluvia de flechas que le dispararon los salvajes, y tras de una agonía horripilante, entregó su alma al Creador, suplicando el perdón para aquellos que de semejante manera habían profanado la casa de Dios». Los restos fueron conducidos al colegio de jesuitas de la villa de Tarija, donde se le hicieron las exequias fúnebres.